# Ontvoering

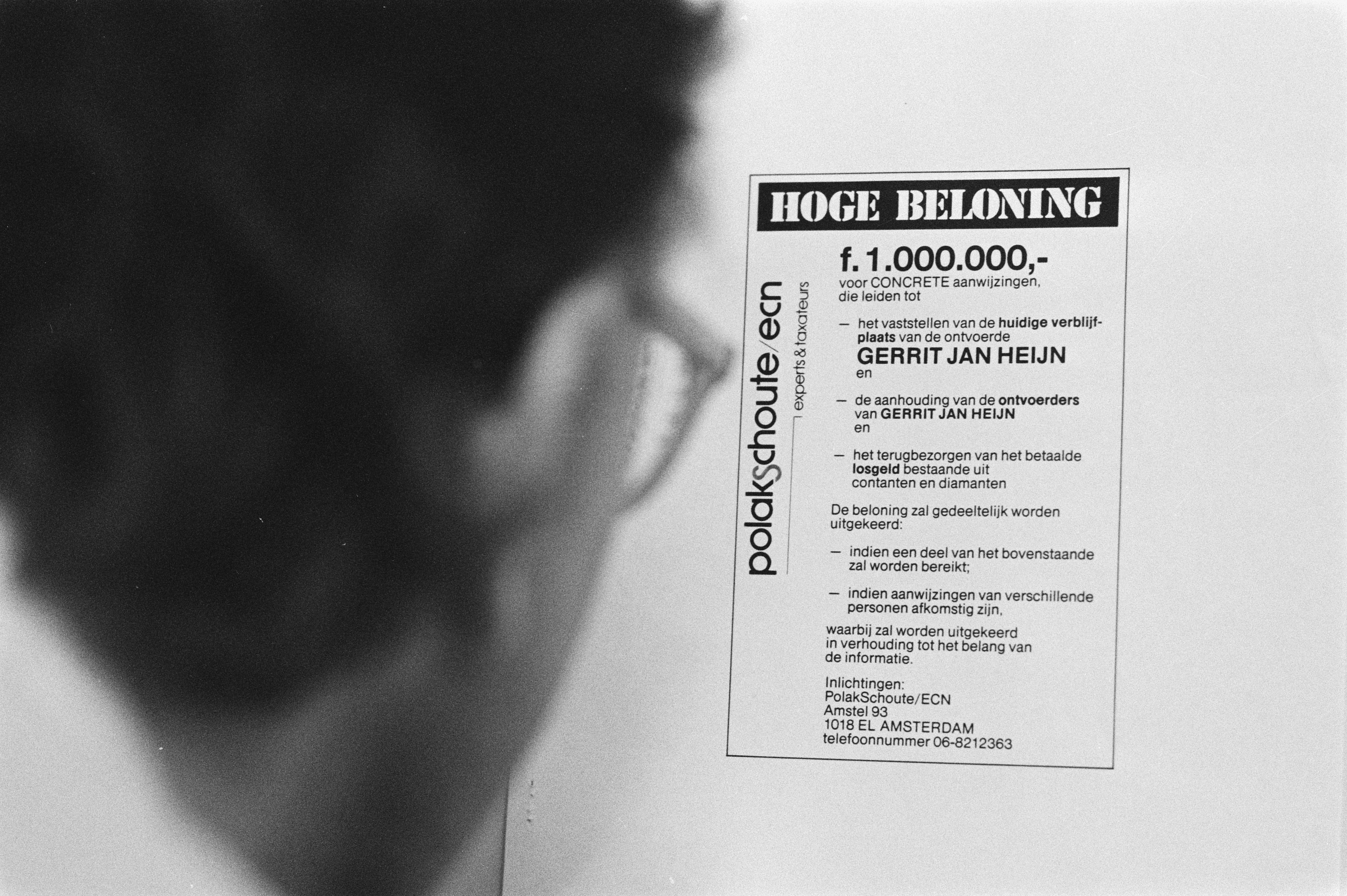
Advertentie met hoge beloning in ontvoeringszaak Gerrit Jan Heijn, 1987

Ontvoering, kidnapping of kidnap is het, tegen iemands zin en zonder diens toestemming, verplaatsen van een persoon. De term wordt in het algemeen gebruikt wanneer de ontvoerder iemand onttrekt aan zijn vertrouwde milieu en wegvoert naar een onbekende plaats. De term wordt echter ook gebruikt in het geval dat iemand (bijvoorbeeld een kind, een sektelid) naar de opvatting van de familie of groep waar de persoon verblijft, uit die omgeving wordt weggehaald en naar de voorgaande of oorspronkelijk leefomgeving wordt gebracht. De begrippen komen niet voor in Nederlands strafrecht, daar wordt gesproken van wederrechtelijke vrijheidsberoving en gijzeling, delicten die strafbaar zijn gesteld in artikel 282 en 282a van het Wetboek van Strafrecht.

## Vormen
Ontvoering gepaard gaande met gevangenneming wordt dikwijls gijzeling genoemd (niet te verwarren met het gelijknamig dwangmiddel in het civiele recht). Andere gebruikelijke vormen of termen zijn:
- Ontvoering: naar een onbekende plaats, bijvoorbeeld voor afpersing, ter verkrijging van losgeld of uitruil.
- Ontvoering als dwangmiddel tot iets of als chantage met een nader te bepalen doel.
- Gijzeling: de plaats is bekend.
- Kaping: gebeurt in voertuig, vaartuig of vliegtuig.
- Schaking: ontvoering van een vrouw om met haar te gaan samenwonen of trouwen.
- Ouderlijke of parentale ontvoering: wanneer een kind door een van de ouders wordt meegenomen naar een andere staat dan waar de gewone verblijfplaats van het kind is.
- Ontvoering uit een sekte: van een persoon die naar de opvatting van de ontvoerder door een sekte is gehersenspoeld en aldus niet meer als wilsbekwaam te beschouwen is (zie ook deprogrammeur).
- Tigerkidnapping: gijzeling van familie of gezinsleden van een werknemer teneinde druk uit te oefenen op de werknemer.

## Ontvoering door een van de ouders
Een internationale kinderontvoering is het ongeoorloofd overbrengen of achterhouden van een kind in het buitenland zonder toestemming van de (andere) gezaghebbende ouder.  Men spreekt dan van (internationale) kinderontvoering, kindontvoering, ouderlijke of parentale ontvoering.
In 2005 werden er in 113 gevallen kinderen ontvoerd uit of naar Nederland. Daarbij waren 172 kinderen betrokken. Bij de ontvoeringen naar Nederland toe was in 27 gevallen de moeder de ontvoerder, in 10 gevallen de vader en één keer een ander iemand. Bij ontvoeringen van Nederland naar het buitenland zat 47 keer de moeder erachter, 25 keer de vader en drie keer was het een ander. (bron: Trouw 2006). Uit cijfers van afgelopen jaren blijkt dat gemiddeld 70% van de ontvoeringen door de moeder wordt gepleegd.
Het Internationale Verdrag betreffende de burgerrechtelijke aspecten van internationale ontvoering van kinderen (Haags Kinderontvoeringsverdrag) van 28 oktober 1980 (op initiatief van de Haagse Conferentie voor Internationaal Privaatrecht) wil bevorderen dat een kind na een ontvoering door een van de ouders zo snel mogelijk wordt opgespoord en teruggebracht naar het land waar het voor de ontvoering woonde. Het stelt een procedure in waarmee de samenwerking tussen de centrale autoriteiten van de betrokken landen wordt verzekerd. Deze procedure geldt alleen voor de landen die partij zijn bij het Haags Kinderontvoeringsverdrag. Op het moment zijn er 81 landen partij bij dit verdrag (bron: Centrum Internationale Kinderontvoering). Voor de landen die niet partij zijn bij het Haags Kinderontvoeringsverdrag wordt er via diplomatieke weg geprobeerd een oplossing te vinden voor de ontvoering. In Nederland is internationale kinderontvoering ook een strafbaar feit, op basis van artikel 279 en 280 van het Wetboek van Strafrecht.
De Centrale autoriteit is de instantie die is aangewezen om de verplichtingen van Nederland onder het Haags Kinderontvoeringsverdrag uit te voeren en na te komen. Zij behandelt verzoeken van ouders tot terugkeer van het kind naar de gewone verblijfplaats van het kind. In 2006 is het Centrum Internationale Kinderontvoering opgericht, dit is een onafhankelijk centrum. Zij biedt actuele informatie, advies en begeleiding aan ieder die in aanraking komt met (dreigende) internationale kinderontvoering.

## Bekende ontvoeringen

### Nederland
- 1977 - Maup Caransa
- 1982 - Toos van der Valk
- 1983 - Freddy Heineken
- 1983 - Ab Doderer
- 1987 - Valérie Albada Jelgersma
- 1987 - Gerrit-Jan Heijn
- 1998 - Hansje Boonstra-Raatjes
- 1999 - Joannes van de Kimmenade
- 2002 - Arjan Erkel
- 2005 - Claudia Melchers
- 2011 - Sjaak Rijke
- 2012 - Ewold Horn
- 2013 - Judith Spiegel en Boudewijn Berendsen
- 2017 - Derk Bolt

Kindontvoering door een ouder:
- 2004-2006 - Ammar en Sara

### België
- 1978 - Baron Charles-Victor Bracht
- 1978 - Baron Édouard-Jean Empain
- 1984 - Guy Cudell
- 1987-2003 - Zaak-Fourniret (met o.a. ontvoering van Elisabeth Brichet in 1989)
- 1989 - Paul Vanden Boeynants
- 1992 - Loubna Benaïssa
- 1992 - Anthony De Clerck
- 1995-1996 - Zaak-Dutroux (ontvoeringen van Julie Lejeune, Melissa Russo, An Marchal, Eefje Lambrecks, Sabine Dardenne en Laetitia Delhez)
- 2006 - Nathalie Mahy en Stacy Lemmens

## Ontvoeringen in Nederland die op tijd zijn verijdeld
- Koningin Juliana
- Familie Swinkels

## In scène gezet
In 1987 zette de acteur Jules Croiset zijn ontvoering in scène, in een poging de opvoering in Nederland van Het vuil, de stad en de dood van Rainer Werner Fassbinder te verhinderen. Het boekenweekgeschenk uit 2000, "Het theater, de brief en de waarheid" van Harry Mulisch is geïnspireerd op deze ontvoering.

## Landen
In sommige landen komen ontvoeringen vaker voor. Dit is met name het geval in landen met een min of meer sterke maffia-cultuur, zoals Italië, of waar het gezag van de overheid beperkt is, zoals Afghanistan en Colombia, zowel om losgeld of om een inwilliging van politieke eisen af te dwingen.

## Voetnoten
1. ↑  http://www.kinderontvoering.org

| Nederlandse Wet           | Nederlandse Wet    | Nederlandse Wet |
| ------------------------- | ------------------ | --- |
| Wet(boek): Strafrecht     | Artikel: 282 lid 1 | Omschrijving: Hij die opzettelijk iemand wederrechtelijk van de vrijheid berooft of beroofd houdt, wordt gestraft met gevangenisstraf van ten hoogste acht jaren of geldboete van de vijfde categorie |
| Wet(boek): Strafrecht BES | Artikel: 295       | Omschrijving: Hij die opzettelijk iemand wederrechtelijk van de vrijheid berooft of beroofd houdt, wordt gestraft met gevangenisstraf van ten hoogste zeven jaren en zes maanden. (...)               |